# Hugh Edward Blair
Hugh Edward Blair (Georgia, 23 maggio 1909 – 28 gennaio 1967) è stato un artista e linguista statunitense.

## Biografia
Fu l'assistente di Alice Vanderbilt Morris, la fondatrice dello IALA (International Auxiliary Language Association), la cui attività avrebbe portato alla creazione della lingua ausiliaria internazionale chiamata Interlingua. In seguito alla morte della Morris, avvenuta nel 1950, fu membro dell'équipe di ricerca linguistica, diventando il più intimo collaboratore di Alexander Gode, il principale artefice dell'elaborazione della lingua, con il quale pubblicherà la prima grammatica dell'Interlingua. 
Dopo lo scioglimento della IALA, avvenuto il 31 marzo 1953, collaborò con Alexander Gode nella "Interlingua Section" della "Science Society", dove dirigevano la nuova rivista Novas de Interlingua, successore naturale della precedente Novas de IALA, insieme ad un comitato internazionale di edizione con membri in Svizzera, Italia, Francia, Danimarca, Gran Bretagna, Canada e USA. Si ritirò alla fine del 1955 per fondare una propria impresa economica. Blair fu anche segretario della "Societate American pro Interlingua/American Interlingua Society" e redattore della relativa rivista Interlingua at Work.
Nella metà degli anni '60 del secolo scorso divenne un noto poeta. Le sue poesie sono state pubblicate dal figlio, il fotografo Richard Blair, nel volume New York 1969.